# Stranded (Computerspiel)
Stranded ist ein Adventure-Computerspiel in der Egoperspektive, in dem der Spieler in die Rolle eines Schiffbrüchigen schlüpft und auf einer einsamen Insel ums Überleben kämpft.

## Spielablauf
Es gibt zwei unterschiedliche Modi: Spielen auf einer Einzelinsel oder auf einer Zufallsinsel. Die Einzelinseln beinhalten meist kleinere Aufträge, die der Spieler erfüllen muss, um zu gewinnen. Sie können zudem in dem im Spiel integrierten Editor bearbeitet bzw. neu erstellt werden.
Der Modus Zufallsinsel generiert eine festgelegte Heightmap und platziert darauf zufällig Objekte wie Palmen und Tiere. Das Ziel hierbei ist es, so lange auf der Insel zu überleben, bis man es schafft, sich ein Floß zu bauen, mit welchem man von der Insel fliehen kann. Es gibt verschiedene Möglichkeiten, sich Nahrung zu verschaffen: Durch einfaches Ernten von Getreide, indem man Tiere tötet und deren Fleisch isst oder es sogar schafft, sich Brot zu backen. Süßwasserquellen sorgen dafür, dass der Spieler genug zu trinken bekommt. Zudem kann das Wasser aus Quellen in Kombination mit einem Blatt im Inventar aufbewahrt und jederzeit getrunken werden, ohne dass der Spieler auf eine Quelle angewiesen ist.
Ein wichtiges Element des Spiels ist die Möglichkeit, Gegenstände zu kombinieren. So lassen sich praktische Werkzeuge wie Hammer, Speer oder Axt zusammenbauen, mit deren Hilfe der Spieler neue Optionen freischalten kann. So lassen sich beispielsweise mit dem Hammer diverse Hütten und Baumhäuser sowie ein Lagerfeuer bauen. Wenn der Spieler genug Erfahrung im Zusammenbauen gesammelt hat, kann er sich schließlich ein Floß bauen und damit versuchen, von der Insel zu fliehen.

## Entwicklungsgeschichte
Das Spiel wurde 2003 von Unreal Software (Peter Schauß) programmiert und veröffentlicht.
Der Quelltext wurde später freigeben, jedoch ohne Lizenzangabe.

### Fortsetzung
Nach dem Erfolg von Stranded begann Schauß mit der Programmierung eines Nachfolgers welcher 2005 den Alpha-Zustand erreichte.
Im Juli 2007 erschien vier Jahre nach dem ersten Teil die Fortsetzung unter dem Titel Stranded II, 2008 erschien ein Update. Die Grafik wurde im Verhältnis zum Vorgänger stark verbessert und das Spiel um einen „Abenteuer“-Modus erweitert, in welchem der Spieler eine komplexe Geschichte durchspielen kann, die ihn zu mehreren verschiedenen Inseln führt.
Zudem gibt es in Stranded II wesentlich mehr Objekte als im ersten Teil, z. B. Kisten, neue Palmen und Goldbeutel, wodurch es neue Spielmöglichkeiten und Kombinationen von Gegenständen gibt.
2009 wurde Stranded II unter eine unfreie Creative-Commons-Lizenz gestellt (nicht-kommerziell, cc-by-nc-sa 3.0).
Seit 2012 arbeitet Peter Schauß an Stranded III.

## Rezeption
Stranded war ein Erfolg und wurde positiv in vier verschiedenen deutschen Computerspielezeitschriften besprochen als auch der Rhein-Zeitung.